# Snamenka (Orjol)
Snamenka (russisch Зна́менка) ist eine Siedlung städtischen Typs in der Oblast Orjol (Russland) mit 12.002 Einwohnern (Stand 14. Oktober 2010).

## Geographie
Snamenka gehört zum Rajon Orjol und liegt gut 10 km südwestlich des Zentrums der Stadt Orjol, zugleich Verwaltungszentrum der Oblast und des Rajons. Unweit der Siedlung mündet der linke Nebenfluss Zon in die Oka.

## Geschichte
Unweit des alten Dorfes Snamenka entstand ab Anfang der 1970er-Jahre an der südwestlichen Ausfallstraße der Großstadt Orjol eine gleichnamige Plattenbausiedlung, die 1975 den Status einer Siedlung städtischen Typs erhielt.

## Bevölkerungsentwicklung
| Jahr | Einwohner |
| ---- | --------- |
| 1979 | 7.432     |
| 1989 | 12.350    |
| 2002 | 12.099    |
| 2010 | 12.002    |

Anmerkung: Volkszählungsdaten

## Wirtschaft und Infrastruktur
In Snamenka gibt es verschiedene landwirtschaftliche Betriebe, darunter eine Versuchswirtschaft des Orjoler Landwirtschaftlichen Forschungsinstituts, sowie Betriebe der Lebensmittelindustrie.
Durch die Siedlung verläuft die südwestliche Ausfallstraße von Orjol in Richtung Kursk – Belgorod, östlich führt die Umgehungsstraße um Orjol vorbei, die Fernstraße M2, Teil der Europastraße 105 von Moskau zur ukrainischen Grenze Richtung Charkiw. Zwischen Snamenka und Orjol verkehren Sammeltaxis („Marschrutkas“).